# Sherbournia batesii
Sherbournia batesii är en måreväxtart som först beskrevs av Herbert Fuller Wernham, och fick sitt nu gällande namn av Frank Nigel Hepper. Sherbournia batesii ingår i släktet Sherbournia och familjen måreväxter.

## Underarter
Arten delas in i följande underarter:
- S. b. batesii
- S. b. kivuensis